# Cygnus OB2
Cygnus OB2 es una gran asociación estelar situada en la constelación del Cisne a una distancia de unos 1,7 kiloparsecs del Sol, en una región conocida como Cygnus X de 10° de tamaño y que algunos autores consideran como una gran región HII y en la que la formación de estrellas lleva dándose desde hace bastante tiempo. 

## Propiedades físicas
Aunque sea una de las asociaciones estelares más ricas y masivas conocidas, con 100 estrellas de clasificación espectral O y 2500 de tipo OB y una masa que ha sido calculada entre 30 000 y 100 000 veces la masa del Sol —algunos autores la clasifican de hecho como un cúmulo globular joven y es posible incluso que contenga a su vez dos cúmulos menores—, el hallarse oculta tras una densa nube de polvo estelar (la Grieta del Cisne) hace que sufra una gran pérdida de brillo, por lo que su estudio es difícil y ninguno de sus miembros es visible a simple vista, necesitándose un telescopio para observarlos; el miembro más brillante (Cygnus OB2 8) apenas alcanza la magnitud 9.
Una prueba de lo difícil de su estudio es que mientras algunos estudios recientes sugieran que algunas de esas estrellas están en primer plano, así que aunque siga siendo una asociación estelar muy masiva quizás no lo sea tanto como se ha pensado en un principio, otras investigaciones también sugieren que aunque sea dudoso que la asociación tenga 100 estrellas de tipo O como se menciona antes puede ser más masiva de lo que se pensaba antes.
Su edad se estima según diversos autores en entre 2,5 y 5 millones de años.

## Estrellas notables
Esta asociación estelar contiene algunas de las estrellas más luminosas conocidas en nuestra galaxia como por ejemplo Cygnus OB2 12; otras estrellas notables son las números 7 y 22 (de clasificación espectral O3 —las únicas estrellas de este tipo conocidas del hemisferio norte celeste—), la número 8 (un sistema estelar múltiple), y la número 5 (una variable eclipsante de tipo Beta Lyrae).